# Biscuit militaire de l'Armée suisse
 (octobre 2024).
Le contenu est difficilement compréhensible vu les erreurs de traduction, qui sont peut-être dues à l'utilisation d'un logiciel de traduction automatique.
Le biscuit militaire (allemand : Militärbiscuit, italien : biscotti militari, romanche : biscuits militars) est un biscuit de l'Armée suisse élaboré par Kambly.

## Historique
L'armée distribue chaque année environ un million de portions aux soldats depuis 1959. Les biscuits militaires sont également appréciés de la population civile.
De plus en plus de particuliers faisaient le commerce de biscuits militaires, ce que le DDPS voulait initialement interdire parce que le commerce des provisions de l'armée était interdit. Ceci est également indiqué sur l'emballage. Mais depuis 2010, Kambly, toujours fabricant de biscuits militaires, est également autorisé à les vendre aux grands distributeurs. L'emballage doit être différent de celui des biscuits militaires produits pour l'armée.
En plus de l'emballage standard, le biscuit militaire est également disponible sous forme de promotionnelle avec deux biscuits emballés à 9 g.

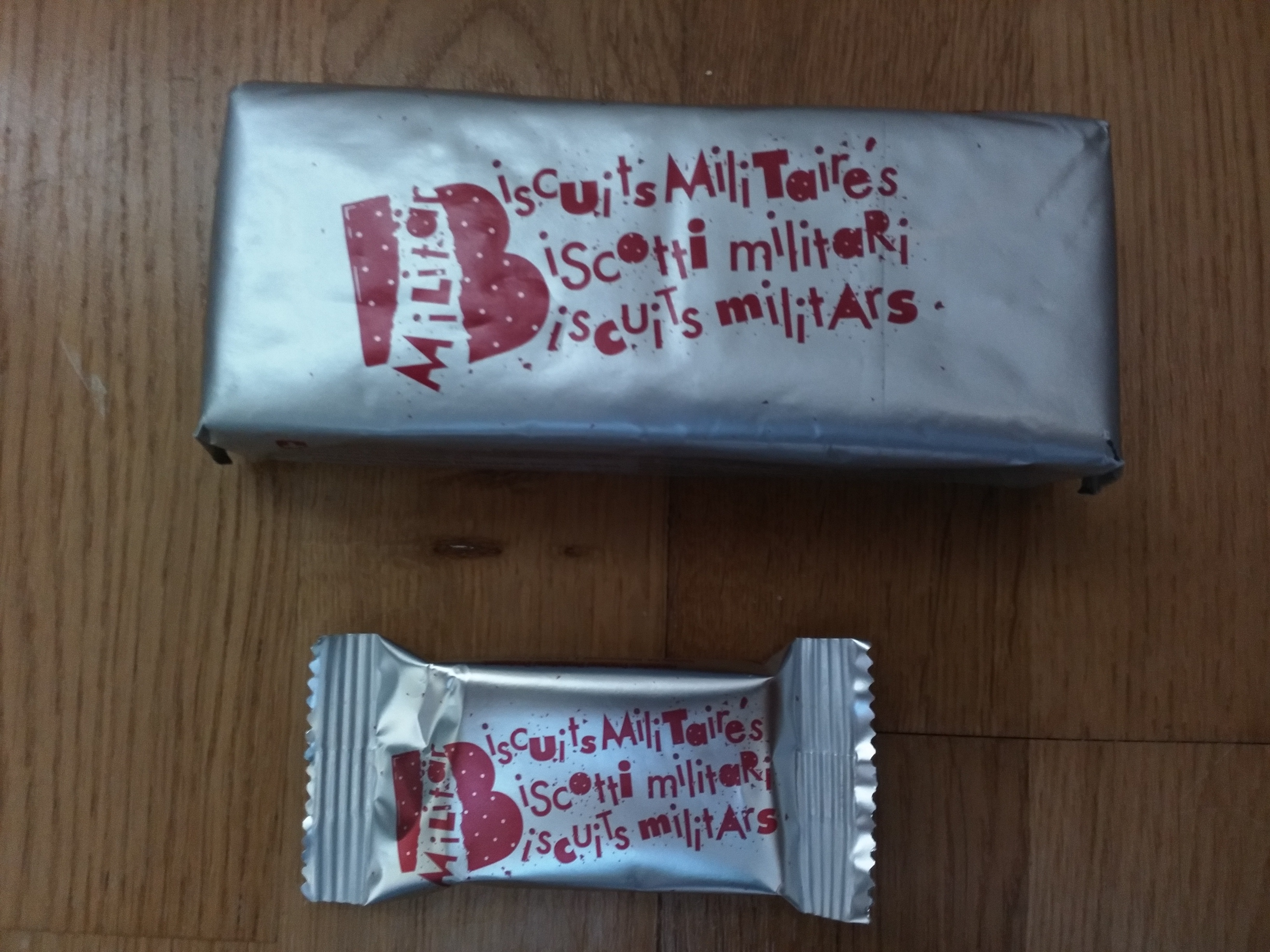
Biscuits militaires emballage standard et petit emballage
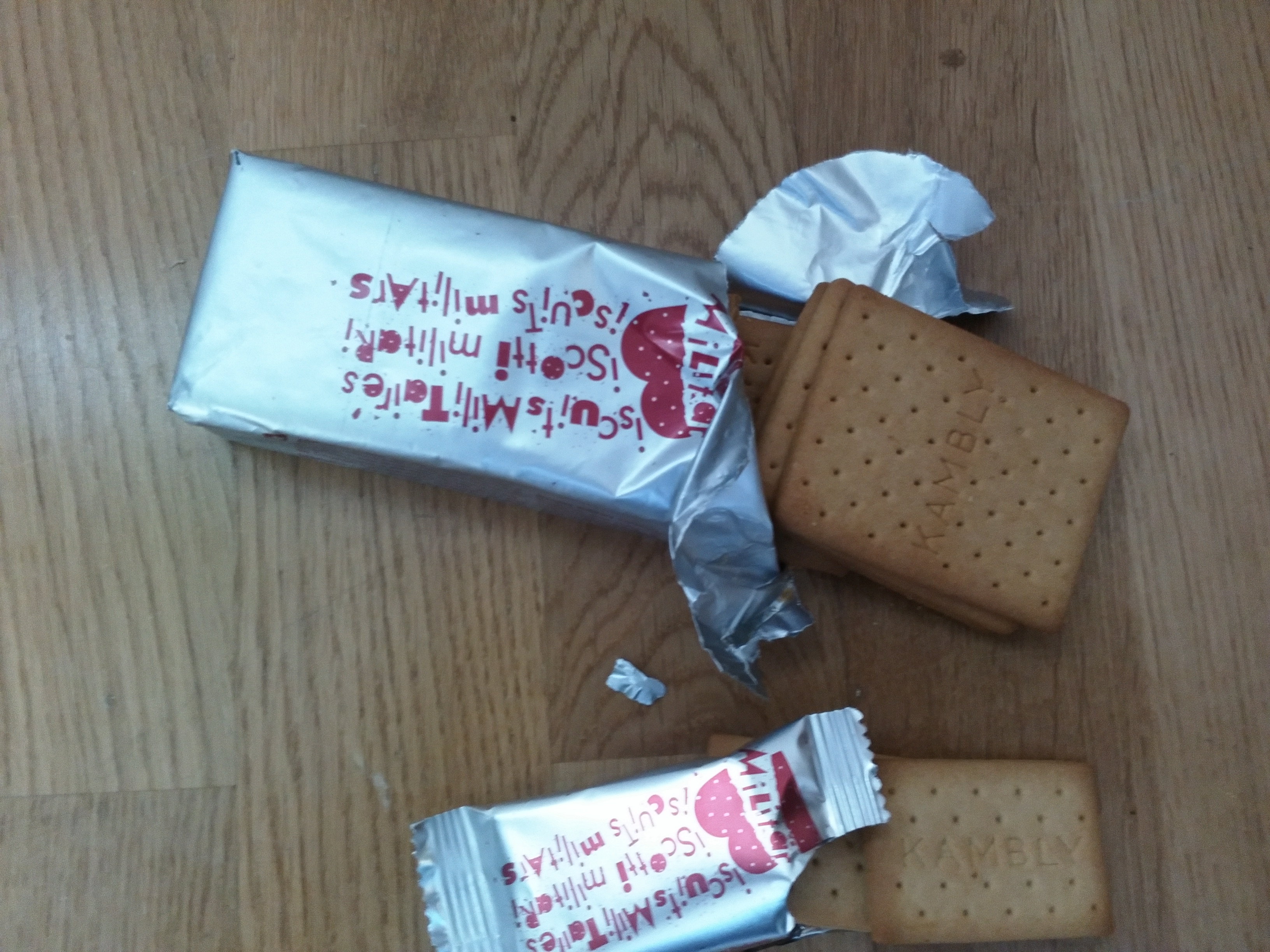
Emballage ouvert
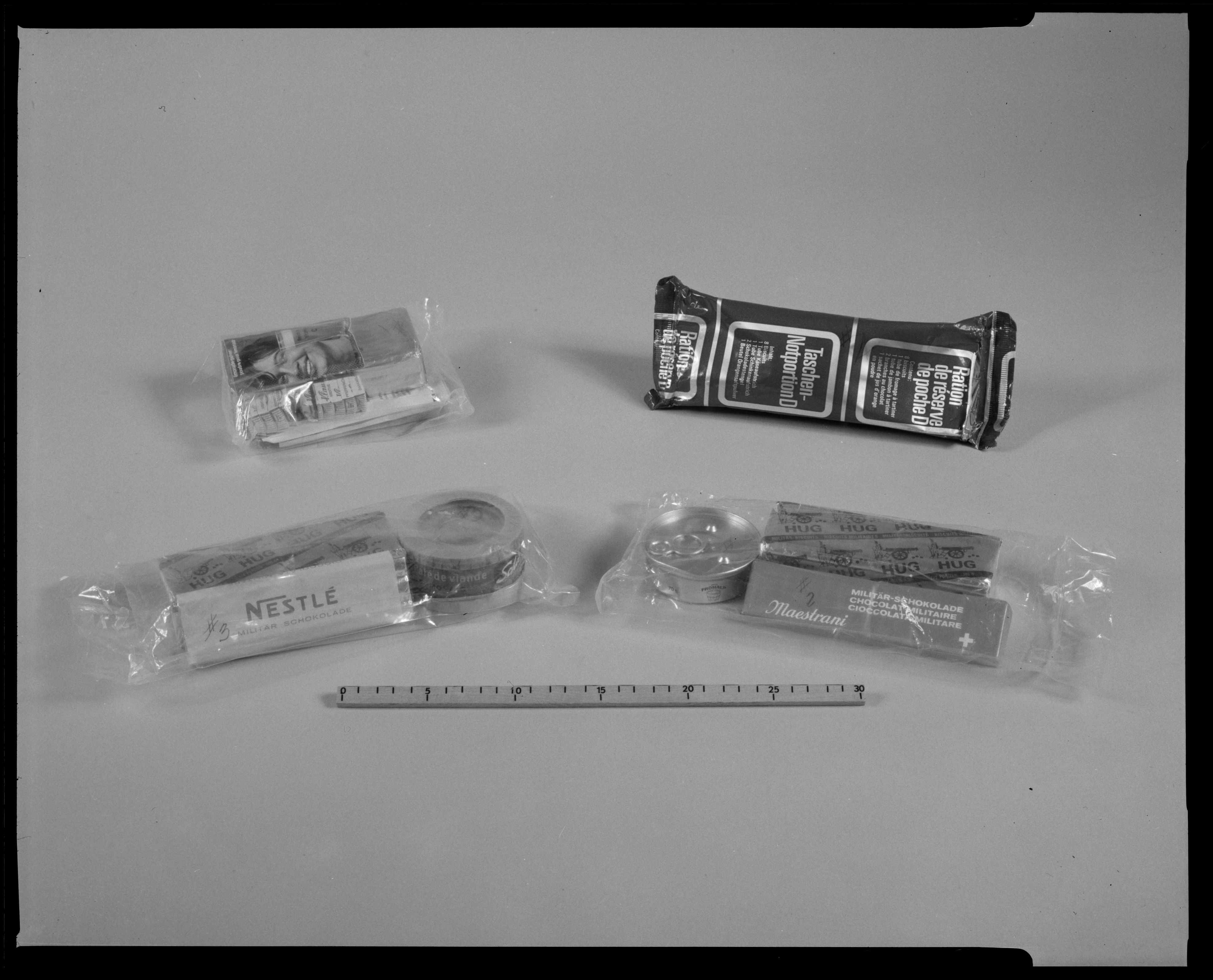
Ration de réserve de poche D élaborée en 1967 avec biscuits militaires Hug et chocolats militaires.
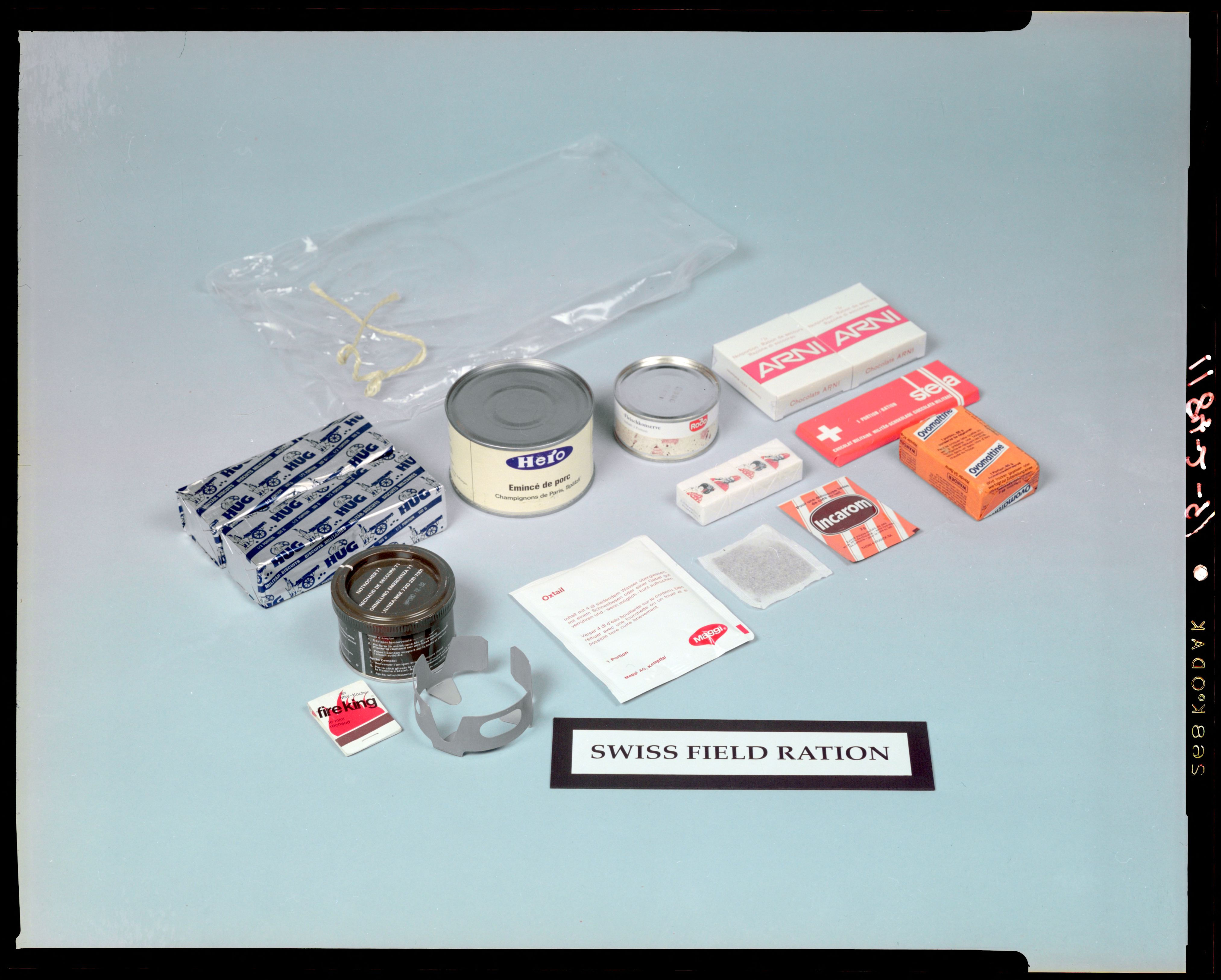
Ration militaire de l'armée suisse (1979), avec une conserve Hero, paquets de biscuit militaire Hug, du chocolat militaire suisse et de l'Ovomaltine.
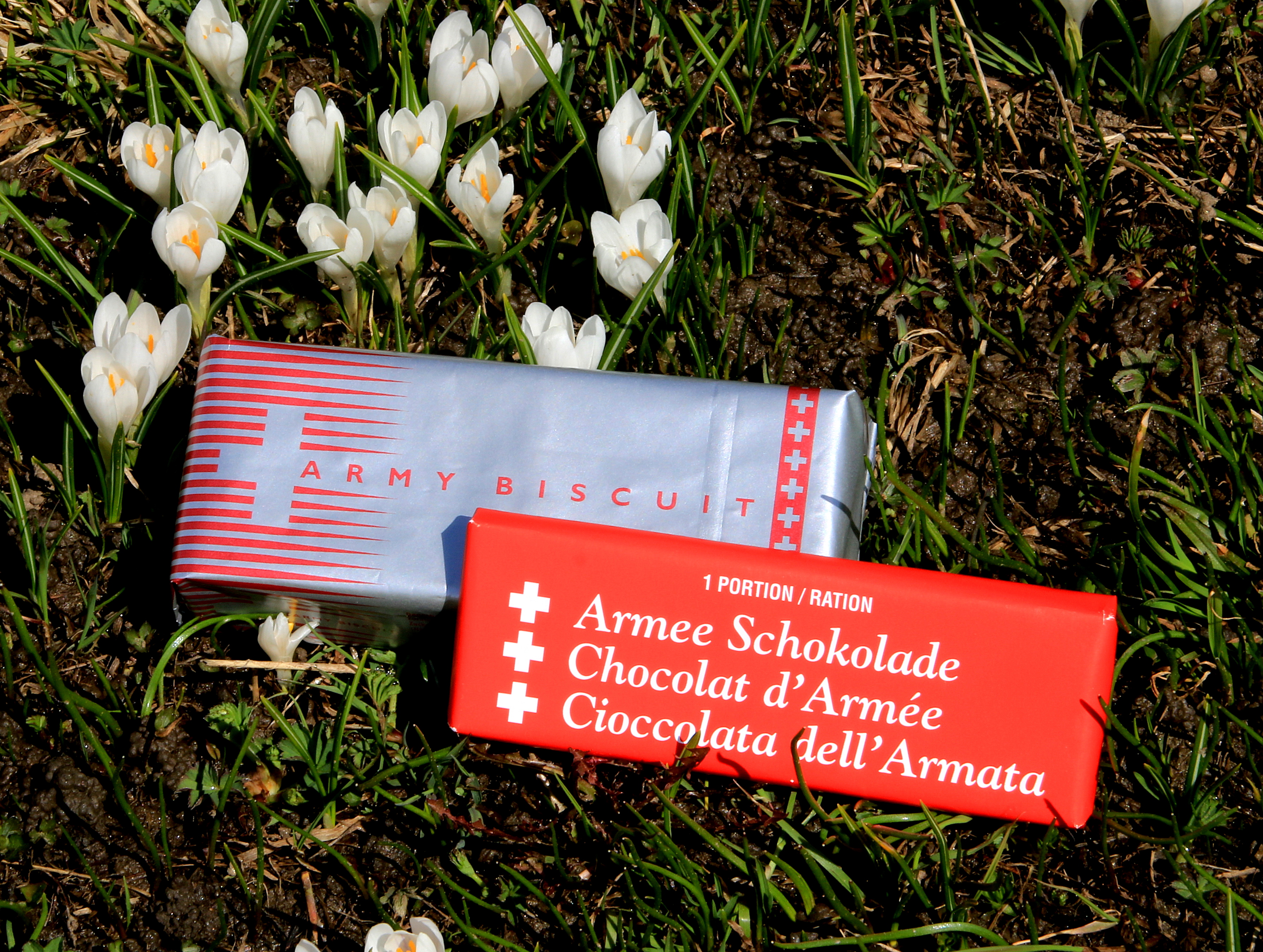
Biscuit militaire commercialisé par Kambly sous licence exclusive de l’armée et chocolat militaire suisse

### Liens internets
- (de-CH) « Das Militär-Biscuit », sur news.ch, 2 février 2015 (consulté le 6 novembre 2024).
- (de-CH) Adrian Schulthess et Antonia Sell, « Wieso darf Volg plötzlich Militär-Biscuits verkaufen? » [« Pourquoi Volg pourraitpeut-être vendre des biscuits militaires? »], Blick,‎ 28 juillet 2011 (lire en ligne, consulté le 6 novembre 2024).
- (de-CH) « Dispositions de l'armée. Biscuit Militaire : Un Classique - Réinventé »(Archive.org • Wikiwix • Archive.is • Google • Que faire ?), sur lba.admin.ch.